# Dia internacional per la prevenció de l'explotació del medi ambient en la guerra i els conflictes armats
El Dia Internacional per a la prevenció de l'explotació del medi ambient en la guerra i els conflictes armats és un dia internacional que se celebra anualment el 6 de novembre. El dia fou ser establert el 5 de novembre de 2001 per l'Assemblea General de les Nacions Unides, durant el mandat de Kofi Atta Annan com a secretari general.
En relació amb aquesta efemèrida, el secretari general Ban Ki-moon ha escrit des d'aleshores: "Hem d'utilitzar totes les eines al nostre abast, des del diàleg i la mediació fins a la diplomàcia preventiva, per evitar que l'explotació insostenible dels recursos naturals alimenti i financi els conflictes armats i desestabilitzi els fràgils fonaments de la pau".